# Juraj Tarr

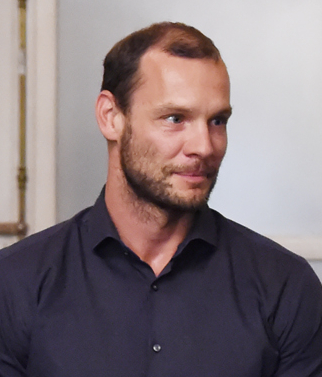
Juraj Tarr (2015)

Juraj Tarr (* 18. Februar 1979 in Komárno, Tschechoslowakei) ist ein slowakischer Kanute, der bei Olympischen Spielen zweimal Silber gewann und viermal Weltmeister war.

## Karriere
Der 1,90 m große Juraj Tarr nahm 2000 in Sydney erstmals an Olympischen Spielen teil. Zusammen mit Richard Riszdorfer, Róbert Erban und Erik Vlček belegte er den vierten Platz im Vierer-Kajak über 1000 Meter.
Erst nach den Olympischen Spielen 2004 konnte sich Juraj Tarr dauerhaft in der slowakischen Nationalmannschaft behaupten. Bei den Weltmeisterschaften 2005 trat er im Vierer-Kajak über 500 Meter an und gewann zusammen mit Michal Riszdorfer, Andrej Wiebauer und Róbert Erban die Silbermedaille hinter den Belarussen. Zwei Jahre später bei den Weltmeisterschaften 2007 in Duisburg erkämpfte der slowakische Vierer mit Richard und Michal Riszdorfer, Erik Vlček und Juraj Tarr die Bronzemedaille über 1000 Meter hinter den Deutschen und den Polen. Über 500 Meter siegten die Slowaken vor den Belarussen. Bei den Olympischen Spielen in Peking siegten über 1000 Meter die Belarussen vor den Slowaken in der Besetzung von 2007 und den Deutschen.
2009 bei den Weltmeisterschaften in Dartmouth gewannen die Riszdorfers, Vlček und Tarr über 1000 Meter Bronze hinter Belarus und Frankreich sowie über 200 Meter Silber hinter Belarus. 2010 in Posen verpasste der slowakische Vierer die Finalteilnahme. 2011 in Szeged belegten die Riszdorfers, Vlček und Tarr noch einmal den vierten Platz über 1000 Meter. Bei den Olympischen Spielen 2012 in London erreichte der Vierer-Kajak mit Peter Gelle, Martin Jankovec, Juraj Tarr und Erik Vlček als sechstes Boot das Ziel.
Nach einem wenig erfolgreichen Jahr 2013 gewannen Tarr und Vlček bei den Europameisterschaften 2014 die Bronzemedaille im Zweier-Kajak über 1000 Meter hinter den Booten aus Deutschland und aus Frankreich. Bei den Weltmeisterschaften in Moskau siegten sie sowohl über 500 Meter als auch über 1000 Meter. 2015 gewannen die beiden über 500 Meter hinter den Deutschen Silber bei den Europameisterschaften. Dreieinhalb Monate später belegten die beiden über 1000 Meter den vierten Platz bei den Weltmeisterschaften in Mailand. Der slowakische Vierer mit Denis Myšák, Erik Vlček, Juraj Tarr und Tibor Linka siegte über 1000 Meter vor den Ungarn und den Tschechen.

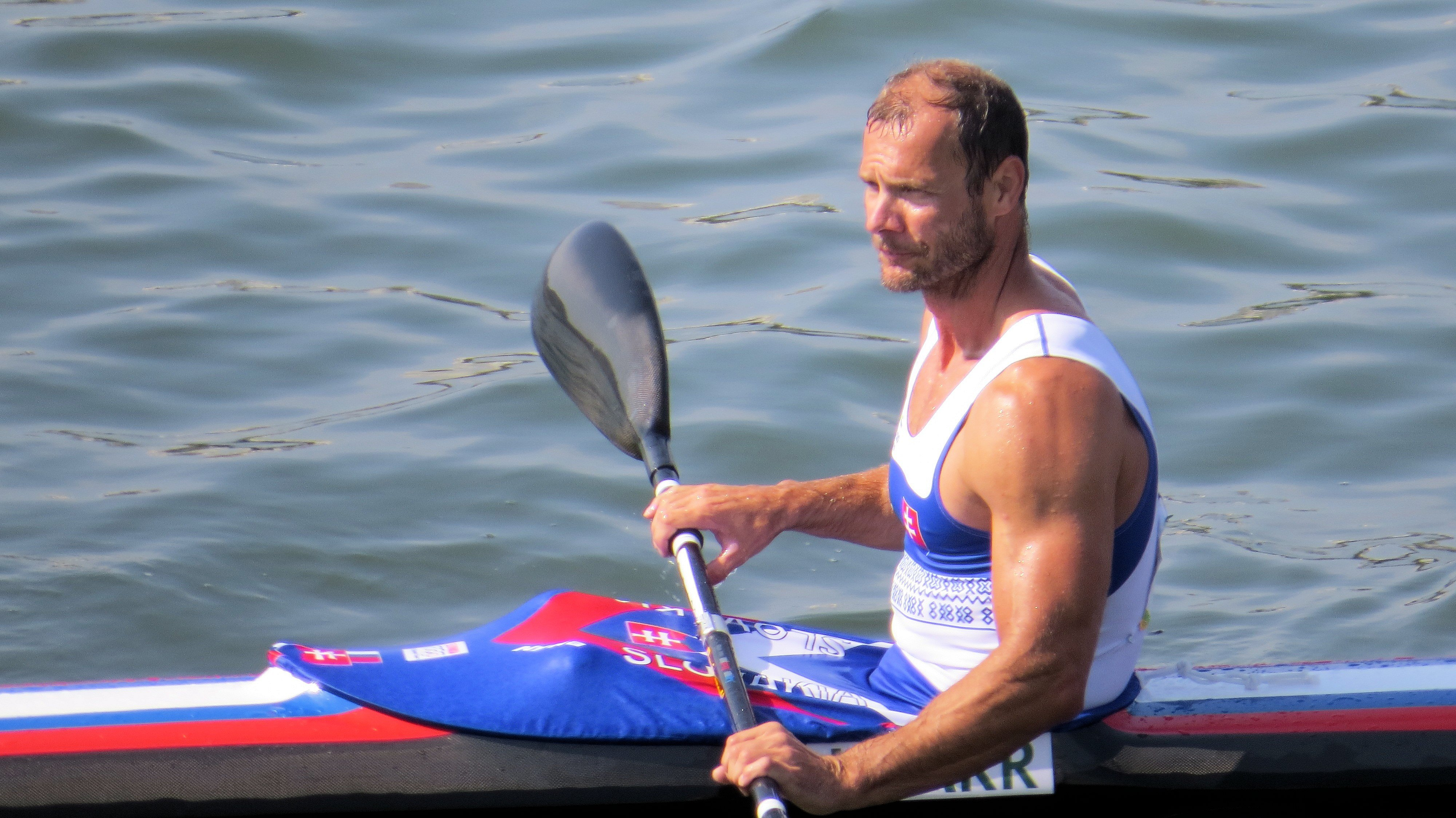
Juraj Tarr 2016 in Rio de Janeiro

In der gleichen Besetzung startete der Vierer bei den Europameisterschaften 2016. Über 1000 Meter gewannen die Slowaken vor den Russen und den Polen, über 500 Meter erhielten die Slowaken Silber hinter den Ungarn. Bei der Olympischen Regatta 2016 in Rio de Janeiro belegte Tarr im Zweier-Kajak über 1000 Meter zusammen mit Erik Vlček den achten Platz. Im Vierer-Kajak siegten die Deutschen, dahinter erkämpften Denis Myšák, Erik Vlček, Juraj Tarr und Tibor Linka die Silbermedaille vor den Tschechen.
2018 bei den Weltmeisterschaften in Montemor siegte im Viererkajak über 1000 Meter das deutsche Boot vor dem slowakischen Vierer mit Gábor Jakubík, Erik Vlček, Juraj Tarr und Samuel Baláž.
Juraj Tarr startete für den Verein ŠKP Bratislava.